# Zbrojkivka, Berezivka
Zbrojkivka (în ucraineană Зброжківка) este un sat în comuna Rauhivka din raionul Berezivka, regiunea Odesa, Ucraina.

## Demografie
Componența lingvistică a localității Zbrojkivka
     Ucraineană (95,65%)
     Rusă (4,35%)
Conform recensământului din 2001, majoritatea populației localității Zbrojkivka era vorbitoare de ucraineană (95,65%), existând în minoritate și vorbitori de rusă (4,35%).